# سانتياغو فياريال
سانتياغو فياريال (بالإسبانية: Santiago Villarreal)‏ هو لاعب كرة قدم أرجنتيني في مركز الدفاع، ولد في 28 فبراير 1996 في بوينس آيرس في الأرجنتين. لعب مع تيغري.

## وصلات خارجية
- سانتياغو فياريال على موقع قاعدة بيانات كرة القدم.إي يو (الإنجليزية)
- سانتياغو فياريال على موقع Soccerway.com (الإنجليزية)